# Meninjo
Meninjo is een bestuurslaag in het regentschap Lumajang van de provincie Oost-Java, Indonesië. Meninjo telt 2115 inwoners (volkstelling 2010).